# اسدالله محلاتی
شیخ اسدالله محلاتی (زاده ۱۲۴۷ - درگذشته نامشخص) نماینده خوانسار و گلپایگان در دوره‌های دوم، سوم و چهارم مجلس شورای ملی بود. 
شیخ اسدالله محلاتی در ۱۲۴۷ خورشیدی در محلات به دنیا آمد. پدرش از علمای بزرگ وقت بود و خودش هم در محلات و قم و نجف تا کسب اجازه اجتهاد تحصیل کرد.  انتخاب او به نمایندگی مجلس و صحت انتخابات ماه‌ها مورد مناقشه و جدل بود و حوزه انتخابیه اش تا ماه‌ها بی نماینده ماند تا اینکه سرانجام در سوم تیر ۱۲۸۹ اعتبارنامه خودش و رقیبش حاج بیوک خان لواءالدوله همراه با هم در مجلس به تصویب رسید. یک مرحله ای شدن انتخابات به پیشنهاد او و شیخ محمدعلی بهجت انجام گرفت و به تصویب مجلس رسید.  در دوره های اول و دوم مجلس، انتخابات به صورت دو مرحله ای بود یعنی نمایندگان ابتدا به صورت محلی انتخاب و به انجمنهای ولایتی و ایالتی پیشنهاد می شدند و سپس این انجمنها نماینده را انتخاب می کردند.  
پس از آنکه با پیشروی ارتش روسیه بسوی تهران در جریان جنگ جهانی اول، مجلس سوم تعطیل شد، شیخ اسدالله به قضاوت اشتغال یافت و در سال ۱۲۹۸ که صدرالاشراف دادگاه‌های استیناف گیلان را راه اندازی کرد، شیخ اسدالله هم مدعی العلوم استیناف گیلان شد. با بازگشایی مجلس در سال ۱۳۰۰ به کرسی نمایندگی بازگشت. از جمله مواضع او در مجلس چهارم، مخالفت با عضویت ایران در جامعه ملل بود. او با اشاره به اینکه تمام اختیارات جامعه ملل در دست هیئت اجرائیه آن است که از کشورهایی همچون انگلیس، فرانسه، ایتالیا، ژاپن، بلژیک و بونان تشکیل شده، به صلاح ایران نمی دانست که ایران در چنین مجمعى عضو شود، نه تنها نفعی از آن نخواهد برد بلکه ناچار به پرداخت حق عضویت هم خواهد بود. 
شیخ اسدالله محلاتی از روحانیون میانه‌رو و هوادار اقدامات اصلاح طلبانه روشنفکرانی همچون مشیرالدوله به شمار می رفت. او در کنار روحانیونی همچون سید حسن مدرس در وضع قوانین مدنی و کیفری و طرحریزی تشکیلات نوین برای دستگاه قضائی نقش داشت. گاه در برابر روحانیون قشری و محافظه کار مجلس نیز موضع می گرفت. برای نمونه هنگامی که قانون استخدام قضات در مجلس چهارم مطرح بود، در برابر صدرالعلماء نماینده شیراز که با استخدام قضات حقوق خوانده و غیرحوزوی مخالف بود گفت: «بنده نظرم به آن تندی که بعضی از آقایان دارند نیست. آن طور که بعضی از آقایان می‌فرمایند باید قاضی مطابق قوانین اروپا معین شود یا بر عکس که بعضی‌ها می‌فرمایند قاضی فقط و فقط باید فقیه باشد و دیگر لازم نیست چیزی بداند، آن طور هم عقیده ندارم. نظر من بین بین است». 